# Иван Гулев
Иван Стоянов Гулев е български партизанин и офицер от Държавна сигурност (подполковник).

## Биография
Иван Гулев е роден на 20 септември 1908 година в село Гърмен, Неврокопско в семейството на Стоян Гулев и Велика Христова. Завършва Неврокопската педагогическа гимназия през 1929 година. Работи като учител в село Дебрене и село Гърмен. Става член на Вътрешната македонска революционна организация (обединена) и между 1931 – 1935 година е секретар на гърменския ѝ комитет. Осъден на седем и половина години затвор по Закона за защита на държавата за участие в тържество по случай Илинденско-Преображенското въстание през 1936 година. Присъдата изтърпява в Неврокопския, Софийския и Сливенския затвор. Член е на БРП (к) от 1932 г.
От септември 1942 до февруари 1943 година е нелегален заедно с Анещи Узунов. Участник и организатор на Съпротивителното движение в Неврокопско и Разложко по време на Втората световна война. До 15 ноември 1943 година е партизанин в партизански отряд „Антон Иванов“. От тогава до април 1944 година е в партизанския отряд „Никола Парапунов“. Партизанин и политкомисар на партизанския отряд „Анещи Узунов“. Осъден задочно на смърт по ЗЗД.
След Деветосептемврийския преврат от 1944 година е секретар на околиийския комитет на Българската комунистическа партия в Неврокоп (1944 – 1946) и на окръжния комитет на партията в Горна Джумая. От август 1946 година е началник на окръжната служба на Държавна сигурност в Горна Джумая. През април 1947 година е повишен в началник на Окръжното управление на Министерството на вътрешните работи в Ямбол, а от 1 януари 1951 година – в Стара Загора.. През лятото на 1952 година е отстранен от този пост с критики за мекушавост и недостатъчна взискателност към подчинените и е прехвърлен на работа в Централната школа „Георги Димитров“.
Умира внезапно на 13 юни 1967 година в София. Погребан е в Гоце Делчев.